# Paratheuma interaesta
Espèce
Synonymes
- Corteza interaesta Roth & Brown, 1975

Paratheuma interaesta est une espèce d'araignées aranéomorphes de la famille des Argyronetidae.

## Distribution
Cette espèce est endémique du Sonora au Mexique,. Elle se rencontre à Pelican Point et à Puerto Libertad.

## Description
Le mâle holotype mesure 5,2 mm et la femelle paratype 5,8 mm.

## Systématique et taxinomie
Cette espèce a été décrite sous le protonyme Corteza interaesta par Roth et Brown en 1975. Elle est placée dans le genre Paratheuma par Platnick en 1977.

## Publication originale
- Roth & Brown, 1975 : « A new genus of Mexican intertidal zone spider (Desidae) with biological and behavioral notes. » American Museum novitates, no 2568, p. 1-7 (texte intégral).